# Hartmut Michel

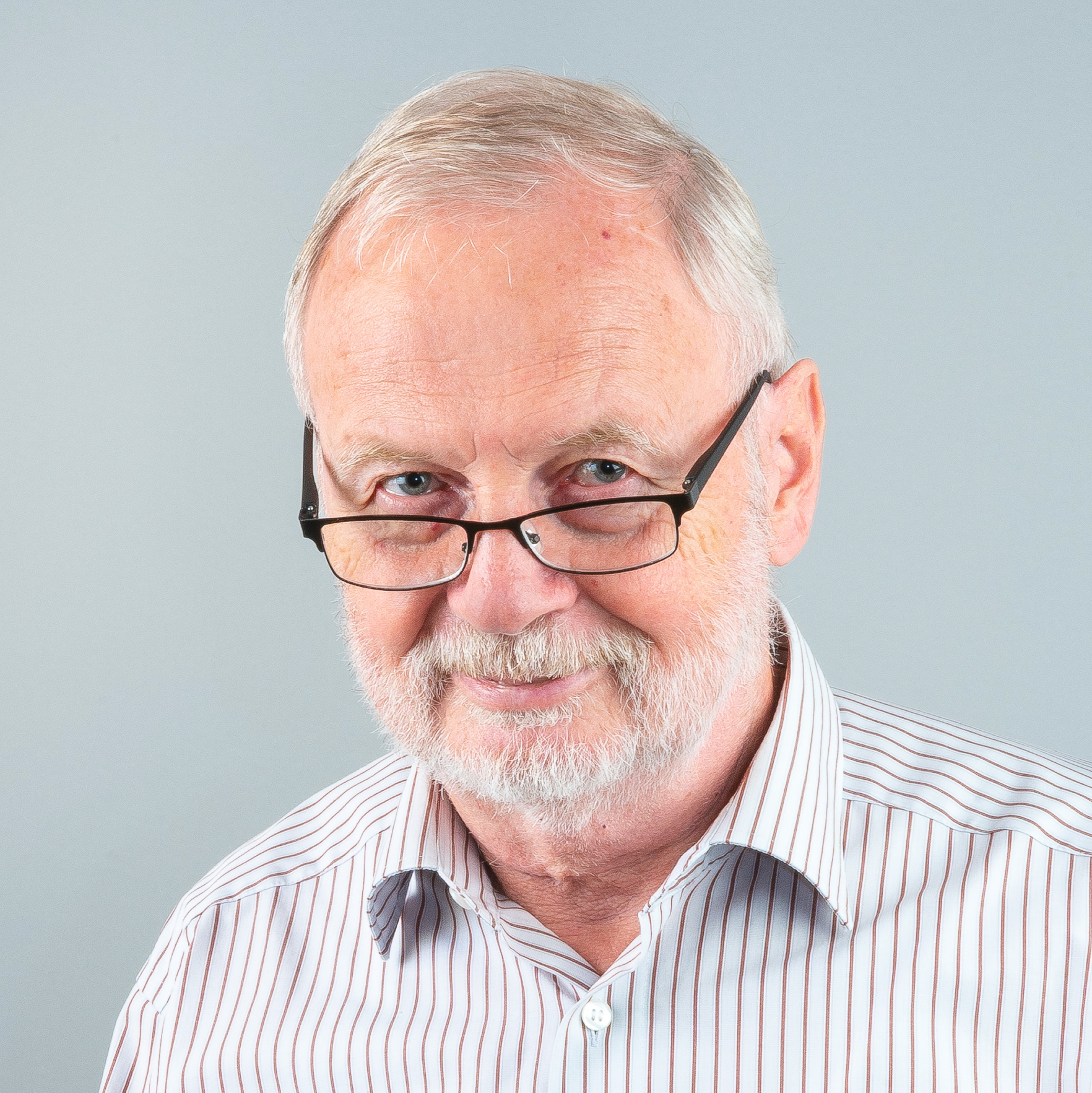
Hartmut Michel

Hartmut Michel (* 18. Juli 1948 in Ludwigsburg) ist ein deutscher Biochemiker. Er erhielt 1988 zusammen mit Johann Deisenhofer und Robert Huber den Nobelpreis für Chemie für die Erforschung der dreidimensionalen Molekülstruktur des Reaktionszentrums der Photosynthese im Purpurbakterium Rhodopseudomonas viridis.

## Biographie
Hartmut Michel wurde 1948 in Ludwigsburg in Baden-Württemberg geboren. Nach dem Abitur 1967 am Friedrich-Schiller-Gymnasium Ludwigsburg studierte er ab 1969 Biochemie an der Universität Tübingen und wurde 1977 an der Universität Würzburg bei Dieter Oesterhelt mit der Arbeit Der elektrochemische Protonengradient bei Halobacterium halobium und seine Beziehung zu den intrazellulären Spiegeln von ATP, ADP und Phosphat promoviert. 1986 folgte seine Habilitation an der Universität München. Seit 1987 ist er Direktor am Max-Planck-Institut für Biophysik in Frankfurt am Main und dort Leiter der Abteilung für Molekulare Membranbiologie.
Zwischen Februar 2004 und April 2010 war Michel zudem Mitglied des vom Bundespräsidenten ernannten Wissenschaftsrats, der die Bundesregierung und die Bundesländer zu Fragen der Entwicklung der Hochschulen, der Wissenschaft und der Forschung sowie des Hochschulbaus berät.
Michel ist Mitglied im Stiftungsrat der Schering Stiftung (Berlin) und im Kuratorium für die Tagungen der Nobelpreisträger in Lindau.

## Werk
Hartmut Michel gelang 1982 die Kristallisation des photosynthetischen Reaktionszentrums des Purpurbakteriums Rhodopseudomonas viridis und schuf damit die Grundlage für eine Kristallstrukturanalyse der Molekülstruktur. Gemeinsam mit Robert Huber und dessen Arbeitsgruppe, zu der auch Johann Deisenhofer gehörte, konnte Michel die dreidimensionale Struktur aufklären und gemeinsam veröffentlichten die Forscher ihre Ergebnisse im Dezember 1985.
Das Verfahren, mit dem Hartmut Michel die Kristallisation der Reaktionszentren erreichte, wandte er später bei einer Reihe weiterer Organismen an. Das Purpurbakterium war eher zufällig der erste Organismus, bei dem dies gelang und somit war das Photosynthesezentrum desselben auch der erste Membranprotein-Komplex überhaupt, der durch eine Röntgenstrukturanalyse analysiert werden konnte. Durch die Strukturaufklärung des photosynthetisch aktiven Komplexes konnte man erstmals genauer den atomaren Feinbau dieses Komplexes erklären. Da das Photosynthesezentrum des Purpurbakteriums zudem fast genauso aufgebaut ist wie das bei höheren Pflanzen, kann man die Ergebnisse auch auf diese übertragen.

## Stellungnahme zu Biokraftstoffen
In einem Editorial in der Angewandten Chemie aus dem Jahr 2012 mit der Überschrift „Vom Unsinn der Biokraftstoffe“ nimmt Michel zur Energiepolitik Stellung. Laut Michel ist die Nutzung der Sonnenenergie durch Photosynthese erheblich weniger effizient, als die Nutzung der gleichen Flächen für Photovoltaik: Nach seinen Zahlen wird in Biodiesel, der aus Raps hergestellt wird, „weniger als 0,1%, für Bioethanol weniger als 0,2% und für Biogas etwa 0,3%“ der Energie des eingestrahlten Sonnenlichts in den jeweiligen Energieträgern gespeichert. „Die Produktion von Biokraftstoffen stellt eine extrem ineffiziente Nutzung der verfügbaren landwirtschaftlichen Fläche dar.“ Kommerziell erhältliche Solarzellen wandeln das Sonnenlicht dagegen mit einer Effizienz von mehr als 15 % um, die erzeugte elektrische Energie könne ohne größere Energieverluste in elektrischen Batterien gespeichert werden. Dies und die größere Effizienz des Elektromotors, der etwa 80 % der Energie für den Fahrzeugantrieb nutzt, führe dazu, dass die Kombination Photovoltaik und Nutzung des Stroms im Elektromotor das verfügbare Land um den Faktor 600 besser nutze, als die Kombination Biomasse/Biokraftstoff/Verbrennungsmotor. „Wir sollten daher auf den Anbau von Pflanzen für die Herstellung von Biokraftstoffen verzichten“, schreibt Michel.

## Auszeichnungen
Hartmut Michel wurde für seine Arbeiten auf vielfältige Weise geehrt, zu den wichtigsten gehören:
- Gottfried-Wilhelm-Leibniz-Preis, Deutsche Forschungsgemeinschaft, Otto-Klung-Preis, Max Delbruck Prize (1986)
- Nobelpreis für Chemie (1988)[8]
- Verdienstmedaille des Landes Baden-Württemberg (1989)[9]
- Großes Bundesverdienstkreuz (1990)
- Mitglied der Academia Europaea (1994)[10]
- Auswärtiges Mitglied der National Academy of Sciences (1996)[11]
- Mitglied der Deutschen Akademie der Naturforscher Leopoldina, 1995[12]
- Auswärtiges Mitglied der Royal Society[13]